# Vibration
Pour les articles homonymes, voir Vibration (homonymie).
 (octobre 2015).
Si vous disposez d'ouvrages ou d'articles de référence ou si vous connaissez des sites web de qualité traitant du thème abordé ici, merci de compléter l'article en donnant les références utiles à sa vérifiabilité et en les liant à la section « Notes et références ».

Une vibration est un mouvement d'oscillation mécanique autour d'une position d'équilibre stable ou d'une trajectoire moyenne. La vibration d'un système peut être libre ou forcée.

## Mouvements vibratoires
Tout mouvement vibratoire peut être défini par les caractéristiques suivantes :

### Degrés de liberté (ddl)
- un degré de liberté ;
- deux ou plusieurs degrés de liberté ;

Une masse libre dans l'espace a naturellement six degrés de liberté : 
- trois translations (notées Tx, Ty, Tz) ;
- trois rotations (notées Rx, Ry, Rz).

### Causes
On distingue les vibrations :
- naturelles (ou libres) ;
- entretenues ;
- paramétriques ;
- auto-excitées.

### Forme, nature
On distingue en particulier les vibrations :
- linéaires (satisfaisant le principe de superposition) ou non ;
- déterministes (la connaissance du type de vibration permet de prédire le déplacement à n'importe quel moment) ou au contraire, aléatoires;
- périodiques (le mouvement se répète à l'identique dans le temps) ou transitoires (par exemple: un choc)...
- sinusoïdales: il s'agit du type de vibrations périodiques le plus fréquemment rencontré. D'autres vibrations périodiques peuvent avoir une forme en créneaux, en dents de scie, ou une forme encore plus irrégulière (les battements du cœur en sont un exemple).

### Objet de la vibration
- Machine (immobile).
- Véhicule (en déplacement, guidonnage).
- Bâtiment.
- Moteur.

### Intensité et fréquence
Selon le type et la nature de vibration, et selon le moyen de mesure, elle peut être mesurée en amplitude (distance linéaire ou angulaire), puissance ou valeur efficace par rapport à une référence (décibel), fréquence (hertz), etc.

## Perception des vibrations par les organismes vivants

Dans un rayon de 12 mètres autour d'un émetteur de vibrations, les vers de terre remontent spontanément en surface, ce qui a ici permis à des scientifiques de compter, localiser environ 500 lombrics.

De nombreux organismes vivants sont sensibles aux vibrations grâce à des organes ou capteurs spécialisés qui leur permettent de communiquer, de détecter des congénères, des proies ou des prédateurs potentiels, notamment dans l'eau (chez les poissons, mammifères marins, crustacés, mollusques fouisseurs et autres bivalves...) ou dans l'environnement nocturne. L'ouïe est l'un des organes de perception de l'environnement vibratoire, mais souvent la peau et l'ensemble du corps contribue aussi à cette perception. Leur instinct pousse par exemple les vers de terre (lombriciens) à remonter en surface en cas de vibrations répétées du sol, peut-être en réponse aux tremblements de terre ou à l'approche d'un de leurs prédateurs fouisseurs tels que la taupe ou le blaireau.

## Moyens d'investigations
Dans l'industrie, on s'intéresse à l'analyse vibratoire pour deux raisons :
- une excitation vibratoire trop importante peut entraîner des dommages, tels que la rupture par fatigue vibratoire, ou provoquer des nuisances sonores ;
- l'analyse des vibrations d'une machine peut permettre de diagnostiquer des problèmes d'équilibrage ou d'alignement d'arbre, ainsi que des défauts de roulements ou d'orbites.

### Excitation d'une structure mécanique

Analyse modale d’une portière de voiture.

Une excitation vibratoire trop importante peut être entraînée par une excitation des modes propres (fréquences de résonance) de la structure. Une ou plusieurs sources génèrent des vibrations sur un mode propre de vibration de la structure, l'amplitude de la vibration de la structure est alors très supérieure à l'amplitude de l'excitation et peut donc en provoquer la ruine par fatigue.
L'expertise consiste ici à identifier les modes de vibrations de la structure.
Il existe deux méthodes pour déterminer les fréquences propres d'un système :
- utilisation d'un pot vibrant pour une caractérisation vibratoire de la pièce (détermination des fréquences de résonance), des essais de fatigue vibratoire…

La caractérisation au pot vibrant étant surtout utilisée pour le dimensionnement ou la qualification du matériel en laboratoire avant utilisation ;
- utilisation d'un marteau de choc marteau de choc pour une analyse modale de structure, la pièce étant excitée successivement en plusieurs points et la réaction vibratoire mesurée à l'aide d'un capteur d'accélération (accéléromètre, vibromètre laser).

L'analyse au marteau de choc étant utilisée pour une caractérisation in situ de la structure.
L'analyse modale expérimentale (AME) permet de déterminer les déformations de la structure en fonction de la fréquence.
La mesure de la déformée opérationnelle en fonctionnement (DOF ou ODS : Operational Deflection Shape) permet de déterminer la déformée réelle de la structure en fonctionnement.
Des calculs par modélisation de la structure par éléments finis permettent d'évaluer les modes propres de la structure.
Le choc au marteau permet d'exciter la structure sur toutes les fréquences (jusqu'à environ 10 kHz) avec la même énergie. Des embouts différents sont disponibles selon les fréquences à exciter (embout mou : basses fréquences, embout dur : moyennes fréquences).
Une fois les modes propres de la structure identifiés, il s'agit soit :
- de décaler la fréquence d'excitation, en modifiant la source de vibration ;
- de décaler les modes propres de la structure par ajout de masse ou de raideur (la fréquence de résonance d'un système simple étant donnée par la formule {\displaystyle f={1 \over {2\pi }}{\sqrt {K \over M}}}, où f est la fréquence de résonance du système, K sa raideur et M sa masse).

La modélisation permet alors de dimensionner précisément l'ajout de masse ou de raideur sur la structure ;
- d'utiliser un absorbeur de vibration dynamique ou DLC (dispositif limitateur de contraintes) ;
- d'isoler la structure de la source de vibration à l'aide d'un élastomère anti-vibratile correctement dimensionné.

Des calculs par éléments finis peuvent permettre de calculer la vibration maximum admissible sur la structure afin d'éviter un risque de ruine par fatigue vibratoire.

### Analyse vibratoire des machines tournantes
L'analyse vibratoire des machines tournantes est aujourd'hui très utilisée par les industriels pour diagnostiquer des défauts sur leurs machines avant que celles-ci ne subissent un fortuit : c'est la maintenance conditionnelle. L'identification du problème permet de mettre en place des actions curatives comme un réglage ou le remplacement d'une pièce défectueuse avant la ruine de la machine.
La mesure des vibrations est effectuée à l'aide d'accéléromètres instrumentés sur les paliers de la machine (structure de la machine, et non sur la structure ou le capot de protection). On utilise également des sondes de proximité (capteurs de déplacements inductifs ou lasers) sur les machines à paliers lisses. Généralement, la mesure est prise dans les 3 axes.
Il peut être utile de mesurer le niveau global vitesse entre 10 et 1 000 Hz afin de pouvoir le comparer aux normes ISO 10816 qui donnent des critères sur l'état vibratoire de la machine pour différents types et puissances de machines. L'augmentation du niveau global vitesse en fonction du temps peut signifier une détérioration de la machine. Ceci est un indicateur qui donne une approximation de l'état vibratoire de la machine mais qui peut ne pas être suffisant dans le cas de vibrations hautes fréquences.
La mesure du spectre de vibration permet d'identifier les fréquences de vibrations de la structure et de diagnostiquer certains types de défauts tels que :
- un problème d'équilibrage se manifestant par un niveau de vibration élevé à la fréquence de rotation de la machine. Un équilibrage permet alors de résoudre ce problème en ajoutant de la masse sur l'arbre ou la roue pour compenser le balourd. L'équilibrage peut se faire sur plusieurs plans ;
- un défaut d'alignement se manifestant par un niveau de vibration élevé sur les harmoniques (multiples) de la fréquence de rotation de la machine ;
- un défaut de roulement se caractérisant par l'apparition de chocs, par une augmentation du niveau vibratoire en haute fréquence et aux fréquences caractéristiques du roulement ;
- un défaut sur un engrenage (dents abîmées par exemple) se manifestant par un niveau élevé aux fréquences caractéristiques de l'engrenage telles que la fréquence d'engrènement ;
- de la cavitation sur les pompes se manifestant par une augmentation du fond du spectre et un bruit sourd.

L'utilisation d'un top-tour permet de mesurer la vitesse de rotation.
La maintenance conditionnelle permet également de s'affranchir du système coûteux de la maintenance systématique qui consiste à changer une pièce périodiquement, qu'elle soit usée ou non.

## Vibrations indésirables
Certains objets tournant (moteurs, roues, pales de turbine, etc.) peuvent - en fonctionnement normal, ou détérioré - générer des vibrations désagréables pour l'oreille ou l'organisme, ou dangereuses pour la machine elle-même.

Divers moyens de mesurer ces vibrations existent.
L'idéal (quand elles ne sont pas dues à l'usure d'un moyeu ou d'une pièce) serait de pouvoir les prévenir ou corriger « en direct ».
Dans les machines puissantes (turbines ou hélices d'avions, turbines à gaz...), les pales sont soumises à des contraintes très importantes, du fait de leur grande vitesse et des turbulences engendrées par la pression de l'air, le cisaillement, etc.

Des chercheurs et étudiants ont eu l'idée d'appliquer une fine lamelle d'un matériau piézoélectrique (piézocéramique) sur des pales soumises à des rotations rapides. Ce matériau se dilate ou se contracte à la demande si on le soumet à un champ électrique (c'est l'effet piézoélectrique inverse). Il permet de contrôler les modes vibratoires des pales via le contrôle du champ électrique appliqué au matériau (on peut aligner la fréquence du matériau piézoélectrique sur celle de la pale, et compenser des amplitudes vibratoires non désirées). La lamelle pourrait aussi être intégrée à l'intérieur des pales pour éviter son usure. Cette solution n'est qu'au stade laboratoire, mais pourrait peut-être améliorer le fonctionnement, l'usure et la consommation ou production des turbines utilisées en aéronautique, éolien, usines...

## Vibrations en milieu professionnel
Les métiers présentant des risques d'exposition importante aux vibrations sont soumis en France aux articles R. 4441-1 à R. 4447-1 issus du décret n° 2005-746 du 4 juillet 2005 du Code du travail. Ceux-ci fixent notamment des valeurs d'exposition limite dans le cadre de vibrations touchant l'ensemble du corps:
- Une valeur à 0,5m/s², dite valeur d’action : si cette valeur est dépassée, des mesures techniques et organisationnelles doivent être prises afin de réduire au minimum l’exposition

- une valeur limite d’exposition (1,15 m/s²) qui ne doit jamais être dépassée.

L’employeur est tenu d’évaluer les niveaux de vibrations mécaniques auxquels les salariés sont exposés et de mettre en œuvre des mesures de prévention visant à supprimer ou à réduire les risques résultant de cette exposition (réduire les vibrations à la source, diminuer la transmission des vibrations au travailleur, réduire l’effet de transmission des vibrations et former les opérateurs).
Il existe également des valeurs pour les vibrations touchant uniquement à certaines parties du corps, comme cela peut être le cas pour les ouvriers du bâtiment employant certains outils:
- Une valeur à 2,5m/s², dite valeur d’action : si cette valeur est dépassée, des mesures techniques et organisationnelles doivent être prises afin de réduire au minimum l’exposition.

- une valeur limite d’exposition (5 m/s²) qui ne doit jamais être dépassée

Le Code du travail précise en outre les actions à entreprendre en cas de dépassement de ces valeurs. De nombreuses mesures permettent en effet de réduire les vibrations auxquelles sont soumis les opérateurs: amélioration du matériel et de ses conditions d'utilisation, formation des salariés, mise en place d’un suivi médical…

## Conséquences sur la santé

### Conséquences négatives
Dans le cadre des vibrations touchant à l'ensemble du corps (par exemple pour les personnes utilisant le marteau-piqueur), les conséquences sont principalement des troubles musculo-squelettiques : lombalgies, hernies discales… Les vibrations concernant uniquement les membres supérieurs peuvent également entraîner des problèmes au niveau des articulations des poignets ou des coudes, un syndrome de Raynaud (problème de circulation sanguine dans les extrémités) ou des troubles neurologiques (diminution de la sensation du toucher, de chaud et de froid, voire perte de dextérité et de la capacité à saisir les objets aisément).

### Conséquences positives ou d'intérêt thérapeutiques
L'exposition à des périodes régulières et limitées de « vibration du corps entier » pourrait apporter un bénéfice thérapeutique minime mais significatif dans certaines maladies : diabète de type II, paralysie cérébrale, obstruction pulmonaire chronique, obésité…
C'est ce que conclut une étude récente (2017) faite sur des souris de laboratoire génétiquement obèses. 
Les bénéfices métaboliques seraient dans ces cas similaires à ceux obtenus par la marche sur un tapis roulant pour le diabète de type II. Lors de l'expérimentation les souris étaient soumises à 20 min de vibration du corps par jour alors qu'un autre groupe courait sur un tapis 45 minutes par jour et qu'un 3e groupe (témoin) n'était soumis à aucune activité physique particulière.

L'expérimentation a duré 12 semaines. Dans ce délai (alors que l'on sait que mettre le squelette sous tension stimule et renforce le tissu osseux) la vibration du corps entier n'a pas renforcé les os des animaux ni modifié leur densité osseuse. Cependant les auteurs ont mesuré une hausse du niveau d'ostéocalcine (hormone impliquée dans la formation osseuse) ce qui pourrait signifier qu'à long terme des bénéfices squelettiques seraient néanmoins possibles. En outre, tout comme les souris ayant couru 45 min par jour, celles dont le corps avait vibré 20 min par jour avaient moins de gras et plus de muscles sur les pattes et elles présentaient des indices d'un meilleur métabolisme, de l'insuline notamment. Des bénéfices ont été constatés sur le foie : le diabète de type II induit une accumulation de graisse dans le foie conduisant parfois au dysfonctionnement de cet organe voire à la mort. Or les souris ayant couru sur le tapis roulant comme celles dont les cages vibraient 20 min par jour présentaient environ 3 fois moins de graisse dans leur foie que les souris du groupe de contrôle.
Des gymnases proposent des machines de vibration du corps entier, et de nombreux athlètes estiment qu'elles améliorent leurs performances.

## Usage du terme dans le New Age
Au XXe siècle, la notion de vibration est utilisée dans divers courants du New Age, généralement associée à « bonne » ou « mauvaise » (voir Good Vibrations des Beach Boys), pour désigner des phénomènes ambiants (là où le langage commun dirait : « il y a une bonne ambiance ici » ou « cette personne ne me plaît pas », l'adepte du New Age dira « il y a de bonnes vibrations ici » ou « cette personne émet de mauvaises vibrations ») ou encore la nature de l'univers (cosmos est le terme préféré) avec lequel l'individu pourrait « entrer en résonance ». Le mot onde est parfois utilisé dans le même sens.